# Música y operaciones psicológicas
La música puede usarse como herramienta para la guerra psicológica en operaciones psicológicas. A veces se utiliza el término “tortura musical” para describir esta práctica. Aunque los expertos estadounidenses en interrogatorios reconocen que causa malestar, también se ha caracterizado por no tener "efectos a largo plazo".

## Descripción
La música y el sonido se utilizaban típicamente como parte de una combinación de métodos de interrogatorio, ahora reconocidos por organismos internacionales como equivalentes a tortura. Atacan todos los sentidos sin dejar rastros visibles y formaron la base de las torturas ampliamente denunciadas en Guantánamo y Abu Dhabi métodos de “tortura con ruido” o “tortura con sonido”, que incluyen el sonido continuo de música o ruido, se han asociado con privación sensorial, privación de sueño, privación de comida y bebida y posiciones de estrés.

## En el mundo

### Irak
Según Amnistía Internacional:
"Los detenidos han informado de que han sido Los detenidos son sometidos sistemáticamente a tratos crueles, inhumanos o degradantes durante su arresto y detención. Muchos han contado a Amnistía Internacional que fueron torturados y maltratados por tropas estadounidenses y británicas durante los interrogatorios. Los métodos que se denuncian con frecuencia incluyen privación prolongada del sueño, palizas, inmovilización prolongada en posiciones dolorosas, a veces combinada con exposición a música a todo volumen, encapuchamiento prolongado y exposición a luces brillantes. Prácticamente ninguna de las denuncias de tortura o malos tratos ha sido investigada adecuadamente por las autoridades.

### Israel
El 12 de enero de 1998, la Corte Suprema de Israel se negó a prohibir el uso de música a todo volumen como técnica de interrogatorio.

### Grecia
Según investigaciones recientes, la Junta militar griega (1967-1974) utilizó la combinación de técnicas de interrogatorio mencionada anteriormente, incluida la música. Esto tuvo lugar en la sede de la Unidad Especial de Interrogatorio de la Policía Militar Griega (EAT/ESA), Atenas. Nuevas entrevistas con sobrevivientes, realizadas allí en 1973, hablan sobre el uso de canciones, éxitos populares de la época: se reproducían a todo volumen y repetidamente desde altavoces mientras el detenido tenía que permanecer de pie sin descansar, comer, beber o dormir.

### Nueva Zelanda
Durante la protesta de Wellington de 2022, el presidente de la Cámara de Representantes Trevor Mallard utilizó los altavoces del Parlamento para reproducir música como Macarena de Los Del Rio y el catálogo anterior de Barry Manilow.

### Panamá
Durante la invasión estadounidense de Panamá, al enterarse de que Manuel Noriega estaba amparado en la Nunciatura de Panamá, los militares estadounidenses rodearon el edificio e impidieron la salida o entrada de cualquier persona. Al percatarse de que Noriega no iba a salir voluntariamente, los militares estadounidenses aplicaron una táctica de guerra psicológica. Esto se conoció como la Operación Nifty Package. Acepta rendirse gracias en particular a las acciones de una agente de la DIA, Martha Duncan: tocaron Heavy metal a través de unos altavoces inmensos que rodeaban a la nunciatura sin interrupciones por tres días, hasta que el Nuncio logró convencer a Noriega para que se entregara a las fuerzas estadounidenses que rodeaban el edificio.